# Larisa Iltjenko
Larisa Dmitrijevna Iltjenko (ryska: Лариса Дмитриевна Ильченко) född 18 november 1988 i Volgograd, Ryska SSR, Sovjetunionen är en rysk simmare. Hon simmar långdistans och vann OS-guld i 10 km öppet vatten år 2008, första gången grenen fanns i OS.